# Coleophora reznikiella
Coleophora reznikiella é uma espécie de mariposa do gênero Coleophora pertencente à família Coleophoridae.